# 1130. grenadirski polk (Wehrmacht)
1130. grenadirski polk (izvirno nemško 1130. Grenadier-Regiment; kratica 1130. GR) je bil pehotni polk Heera v času druge svetovne vojne.

## Zgodovina
Polk je bil ustanovljen 11. julija 1944 kot sestavni del 560. grenadirske divizije.